# Río Amanea
Río Amanea är ett vattendrag i Brasilien, på gränsen till Peru. Det ligger i den västra delen av landet, 2 800 km väster om huvudstaden Brasília.
I omgivningen kring Río Amanea växer i huvudsak städsegrön lövskog. Området är nästan obefolkat, med mindre än två invånare per kvadratkilometer.